# Пухос

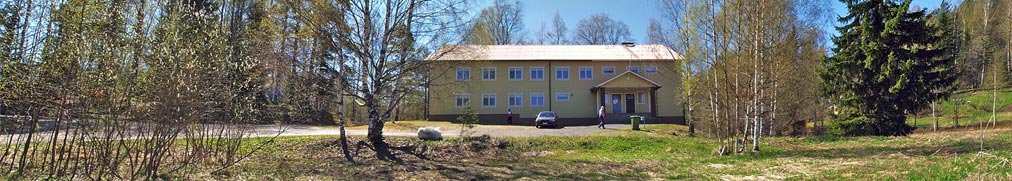
Клуб в посёлке Пухос

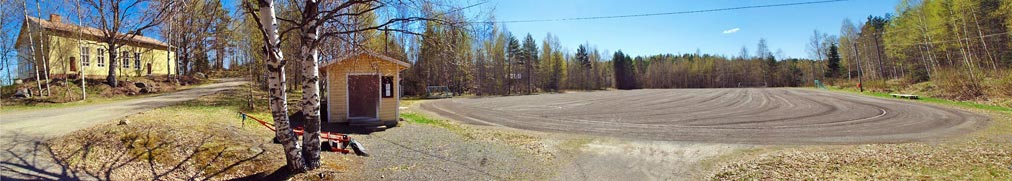
Клуб и стадион в посёлке Пухос

Пухос — небольшое поселение в Восточной Финляндии в нескольких километрах от города Китеэ. На территории Пухоса находятся крупнейшие в муниципалитете предприятия деревообрабатывающей промышленности, а так же туристический центр Пайяринхови.
Через Пухос проходит Карельская железная дорога, а железнодорожная станция Китее находится в соседнем селе Толосенмяки. Через Пухос также проходят шоссе № 6 (Ловииса-Каяани), дорога № 71 (Китее-Керимяки), а с Пухоса до Тохмаярви ведет региональная дорога № 486. Рядом с шоссе № 6 находится Сельскохозяйственный образовательный центр колледжа Северной Карелии (Риверия).
Посёлок расположен между озерами Пюхяярви и Оривеси, и на его территории находится древний волок для перетаскивания лодок из одного озера в другое.
Самым знаменитым событием в Пухосе является праздник Дни Традиций, который проводится летом и собирает на старой мельницедо 5000 человек.
История Пухоса тесно связана с именем Нильса Людвига Арппе — промышленника и специалиста в области лесного хозяйства. Район по переработке леса Пухос/Пухоскартано является одним из значимых объектов культурного наследия Министерства культуры и образования Финляндии. Недалеко от перекрестка шоссе 6 и дороги 71 находится одна из самых старых в Финляндии лиственничных рощ, которая была основана в 1847 году Нильсом Арппе. Из лиственниц предполагалось строить корабли, но после смерти Арппе этого не произошло.
Первый финский пароход «Ilmarinen» был построен именно в Пухосе.
К знаменитостям Пухоса более позднего времени относятся основатели группы Nightwish Тарья Турунен и Туомас Холопайнен. Тарья Турунен родилась и выросла в Пухосе, а Туомас Холопайнен жил в соседней деревне Нииникумпу.
| Канал между озерами Пюхяярви и Оривеси | Старая мельница | Старый скотный двор | Березовая аллея в Пухосе |